# Oscar alla miglior colonna sonora originale
L'Oscar alla miglior colonna sonora originale (Academy Award for Best Original Score) viene assegnato al compositore votato come migliore dall'Academy of Motion Picture Arts and Sciences, cioè l'ente che assegna gli Academy Awards, i premi conosciuti in Italia come premi Oscar.

## Vincitori e candidati
L'elenco mostra il vincitore di ogni anno, seguito dai compositori che hanno ricevuto una nomination. Per ogni compositore viene indicato il film che gli è valso la candidatura.
Gli anni indicati sono quelli in cui è stato assegnato il premio e non quello in cui è stato diretto il film. Per maggiori informazioni si veda la voce Cerimonie dei premi Oscar.

### 1930
- 1935
  - Victor Schertzinger e Gus Kahn - Una notte d'amore (One Night of Love)
  - Kenneth S. Webb e Samuel Hoffenstein - Cerco il mio amore (The Gay Divorcee)
  - Max Steiner - La pattuglia sperduta (The Lost Patrol)
- 1936
  - Max Steiner - Il traditore (The Informer)
  - Erich Wolfgang Korngold - Capitan Blood (Captain Blood)
  - Herbert Stothart - La tragedia del Bounty (Mutiny on the Bounty)
  - Ernst Toch - Sogno di prigioniero (Peter Ibbetson)
- 1937
  - Erich Wolfgang Korngold e Leo F. Forbstein - Avorio nero (Anthony Adverse)
  - Max Steiner - La carica dei seicento (The Charge of the Light Brigade)
  - Max Steiner - Il giardino di Allah (The Garden of Allah)
  - Werner Janssen - L'oro della Cina (The General Died at Dawn)
  - Nathaniel Shilkret - Sotto i ponti di New York (Winterset)
- 1938
  - Charles Previn - Cento uomini e una ragazza (One Hundred Men and a Girl)
  - Alfred Newman - Uragano (The Hurricane)
  - Louis Silvers - L'incendio di Chicago (In Old Chicago)
  - Max Steiner - Emilio Zola (The Life of Emile Zola)
  - Dimitri Tiomkin - Orizzonte perduto (Lost Horizon)
  - Hugo Riesenfeld - Buona notte amore! (Make a Wish)
  - Herbert Stothart - Primavera (Maytime)
  - Alberto Colombo - Portia on Trial
  - Alfred Newman - Il prigioniero di Zenda (The Prisoner of Zenda)
  - Roy Webb - Dolce inganno (Quality Street)
  - Frank Churchill, Leigh Harline e Paul J. Smith - Biancaneve e i sette nani (Snow White and the Seven Dwarfs)
  - Victor Schertzinger - Hollywood (Something to Sing About)
  - William Franke Harling e Milan Roder - Anime sul mare (Souls at Sea)
  - Marvin Hatley - I fanciulli del West (Way Out West)
- 1939 (originale)
  - Erich Wolfgang Korngold - La leggenda di Robin Hood (The Adventures of Robin Hood)
  - Victor Young - Army Girl
  - Marvin Hatley - Venti anni dopo (Block-Heads)
  - Richard Hageman - Un vagabondo alla corte di Francia (If I Were King)
  - Alfred Newman - La dama e il cowboy (The Cowboy and the Lady)
  - Herbert Stothart - Maria Antonietta (Marie Antoinette)
  - Russell Bennett - Tragedia sul Pacifico (Pacific Liner)
  - Werner Janssen - Marco il ribelle (Blockade)
  - Louis Silvers - Suez
  - Victor Young - Un colpo di vento (Breaking the Ice)
  - Franz Waxman - 4 in paradiso (The Young in Heart)
- 1939 (adattamento)
  - Alfred Newman - La grande strada bianca (Alexander's Ragtime Band)
  - Victor Baravalle - Girandola (Carefree)
  - Max Steiner - Figlia del vento (Jezebel)
  - Morris Stoloff e Gregory Stone - Vogliamo l'amore (Girls' School)
  - Alfred Newman - Follie di Hollywood (The Goldwyn Follies)
  - Charles Previn e Frank Skinner - Pazza per la musica (Mad about Music)
  - Cy Feuer - Tempesta sul Bengala (Storm over Bengal)
  - Herbert Stothart - Bisticci d'amore (Sweethearts)
  - Marvin Hatley - L'amore bussa tre volte (There Goes My Heart)
  - Boris Morros - Tropic Holiday

### 1940
- 1940 (originale)
  - Herbert Stothart - Il mago di Oz (The Wizard of Oz)
  - Victor Young - Passione (Golden Boy)
  - Victor Young - I viaggi di Gulliver (Gulliver's Travels)
  - Max Steiner - Tramonto (Dark Victory)
  - Alfred Newman - La grande pioggia (The Rains Came)
  - Max Steiner - Via col vento (Gone with the Wind)
  - Aaron Copland - Uomini e topi (Of Mice and Men)
  - Werner Janssen - Eternamente tua (Eternally Yours)
  - Lud Gluskin e Lucien Moraweck - La maschera di ferro (The Man in the Iron Mask)
  - Victor Young - La strage di Alamo (Man of Conquest)
  - Alfred Newman - La voce nella tempesta (Wuthering Heights)
  - Anthony Collins - La storia di Edith Cavell (Nurse Edith Cavell)
- 1940 (adattamento)
  - Richard Hageman, William Franke Harling, John Leipold e Leo Shuken - Ombre rosse (Stagecoach)
  - George E. Stoll e Roger Edens - Piccoli attori (Babes in Arms)
  - Charles Previn - Il primo bacio (First Love)
  - Phil Boutelje e Arthur Lange - The Great Victor Herbert (The Great Victor Herbert)
  - Alfred Newman - Notre Dame (The Hunchback of Notre Dame)
  - Lou Forbes - Intermezzo
  - Dimitri Tiomkin - Mr. Smith va a Washington (Mr. Smith Goes to Washington)
  - Erich Wolfgang Korngold - Il conte di Essex (The Private Lives of Elizabeth and Essex)
  - Cy Feuer - She Married a Cop (She Married a Cop)
  - Louis Silvers - Il canto del fiume (Swanee River)
  - Alfred Newman - Armonie di gioventù (They Shall Have Music)
  - Victor Young - La strada del sud (Way Down South)
- 1941 (originale)
  - Leigh Harline, Paul J. Smith e Ned Washington - Pinocchio
  - Victor Young - Arizona
  - Victor Young - La belva umana (Dark Command)
  - Louis Gruenberg - The Fight for Life
  - Meredith Willson - Il grande dittatore (The Great Dictator)
  - Frank Skinner - La casa dei sette camini (The House of the Seven Gables)
  - Richard Hageman - Quelli della Virginia (The Howards of Virginia)
  - Max Steiner - Ombre malesi (The Letter)
  - Richard Hageman - Lungo viaggio di ritorno (The Long Voyage Home)
  - Alfred Newman - Il segno di Zorro (The Mark of Zorro)
  - Roy Webb - Le mie due mogli (My Favorite Wife)
  - Victor Young - Giubbe rosse (North West Mounted Police)
  - Werner Heymann - Un milione di anni fa (One Million B.C.)
  - Aaron Copland - La nostra città (Our Town)
  - Franz Waxman - Rebecca - La prima moglie (Rebecca)
  - Miklós Rózsa - Il ladro di Bagdad (The Thief of Bagdad)
  - Herbert Stothart - Il ponte di Waterloo (Waterloo Bridge)
- 1941 (adattamento)
  - Alfred Newman - Una notte a Broadway (Tin Pan Alley)
  - Victor Young - Arrivederci in Francia (Arise, My Love)
  - Cy Feuer - Hit Parade of 1941
  - Anthony Collins - Irene
  - Aaron Copland - La nostra città (Our Town)
  - Erich Wolfgang Korngold - Lo sparviero del mare (The Sea Hawk)
  - Artie Shaw - Follie di jazz (Second Chorus)
  - Charles Previn - Parata di primavera (Spring Parade)
  - Roger Edens e Georgie Stoll - Musica indiavolata (Strike Up the Band)
- 1942 (drammatica o commedia)
  - Bernard Herrmann - L'oro del demonio (All That Money Can Buy)
  - Frank Skinner - Gli amanti (Back Street)
  - Alfred Newman - Colpo di fulmine (Ball of Fire)
  - Edward Ward - Tutta una vita (Cheers for Miss Bishop)
  - Bernard Herrmann - Quarto potere (Citizen Kane)
  - Franz Waxman - Dr. Jekyll e Mr. Hyde
  - Victor Young - La porta d'oro (Hold Back the Dawn)
  - Alfred Newman - Com'era verde la mia valle (How Green Was My Valley)
  - Edward Kay - King of the Zombies
  - Meredith Willson - Piccole volpi (The Little Foxes)
  - Miklós Rózsa - Lydia
  - Cy Feuer e Walter Scharf - Mercy Island
  - Max Steiner - Il sergente York (Sergeant York)
  - Louis Gruenberg - Così finisce la nostra notte (So Ends Our Night)
  - Miklós Rózsa - Inferno nel deserto (Sundown)
  - Ernst Toch e Morris Stoloff - Tenebre (Ladies in Retirement)
  - Franz Waxman - Il sospetto (Suspicion)
  - Edward Ward - Tanks a Million
  - Werner Heymann - Quell'incerto sentimento (That Uncertain Feeling)
  - Richard Hageman - L'ultimo duello (This Woman is Mine)
- 1942 (musical)
  - Frank Churchill e Oliver Wallace - Dumbo
  - Edward Ward - All-American Co-Ed
  - Robert Emmett Dolan - Birth of the Blues
  - Charles Previn - Gianni e Pinotto reclute (Buck Privates)
  - Herbert Stothart e Bronislau Kaper - Soldato di cioccolata (The Chocolate Soldier)
  - Cy Feuer - Ice-Capades
  - Heinz Roemheld - Bionda fragola (The Strawberry Blonde)
  - Emil Newman - Serenata a Vallechiara (Sun Valley Serenade)
  - Anthony Collins - Sunny
  - Morris Stoloff - L'inarrivabile felicità (You'll Never Get Rich)
- 1943 (drammatica o commedia)
  - Max Steiner - Perdutamente tua (Now, Voyager)
  - Frank Churchill e Edward Plumb - Bambi
  - Frank Skinner - Le mille e una notte (Arabian Nights)
  - Alfred Newman - Il cigno nero (The Black Swan)
  - Dimitri Tiomkin - I vendicatori (The Corsican Brothers)
  - Victor Young - I falchi di Rangoon (Flying Tigers)
  - Max Terr - La febbre dell'oro (The Gold Rush)
  - Roy Webb - Ho sposato una strega (I Married a Witch)
  - Roy Webb - L'ora del destino (Joan of Paris)
  - Miklós Rózsa - Il libro della jungla (Jungle Book)
  - Edward Kay - Klondike Fury
  - Leigh Harline - L'idolo delle folle (The Pride of the Yankees)
  - Herbert Stothart - Prigionieri del passato (Random Harvest)
  - Richard Hageman - I misteri di Shanghai (The Shanghai Gesture)
  - Victor Young - Rivalità (Silver Queen)
  - Werner Heymann - Vogliamo vivere! (To Be or Not to Be)
  - Frederick Hollander e Morris Stoloff - Un evaso ha bussato alla porta (The Talk of the Town)
  - Victor Young - Segretario a mezzanotte (Take a Letter, Darling)
- 1943 (musical)
  - Ray Heindorf e Heinz Roemheld - Ribalta di gloria (Yankee Doodle Dandy)
  - Edward Ward - Flying with Music
  - Roger Edens e Georgie Stoll - For Me and My Gal
  - Robert Emmett Dolan - La taverna dell'allegria (Holiday Inn)
  - Hans J. Salter e Charles Previn - La prima è stata Eva (It Started with Eve)
  - Walter Scharf - Johnny Doughboy
  - Alfred Newman - Follie di New York (My Gal Sal)
  - Leigh Harline - Non sei mai stata così bella (You Were Never Lovelier)
- 1944 (drammatica o commedia)
  - Alfred Newman - Bernadette (The Song of Bernadette)
  - Max Steiner - Casablanca
  - Frank Skinner e Hans J. Salter - The Amazing Mrs. Holliday
  - Morris Stoloff e Louis Gruenberg - Uragano all'alba (Commandos Strike at Dawn)
  - Roy Webb e Constantin Bakaleinikoff - Il passo del carnefice (The Fallen Sparrow)
  - Victor Young - Per chi suona la campana (For Whom the Bell Tolls)
  - Hanns Eisler - Anche i boia muoiono (Hangmen Also Die)
  - Phil Boutelje - Hi Diddle Diddle
  - Walter Scharf - Terra nera (In Old Oklahoma)
  - Leigh Harline - Johnny Come Lately
  - Gerard Carbonara - La città rubata (The Kansan)
  - Arthur Lange - Le stelle hanno paura (Lady of Burlesque)
  - Herbert Stothart - Madame Curie
  - Dimitri Tiomkin - La luna e sei soldi (The Moon and Sixpence)
  - Aaron Copland - Fuoco a oriente (The North Star)
  - Edward H. Plumb, Paul J. Smith e Oliver G. Wallace - Victory through Air Power (Victory through Air Power)
- 1944 (musical)
  - Ray Heindorf - This Is the Army
  - Alfred Newman - L'isola delle sirene (Coney Island)
  - Walter Scharf - Hit Parade of 1943
  - Edward Ward - Il fantasma dell'Opera (Phantom of the Opera)
  - Charles Wolcott, Edward H. Plumb e Paul J. Smith - Saludos Amigos
  - Leigh Harline - Non ti posso dimenticare (The Sky's the Limit)
  - Morris Stoloff - Nasce una stella (Something to Shout About)
  - Frederic E. Rich - La taverna delle stelle (Stage Door Canteen)
  - Robert Emmett Dolan - Signorine, non guardate i marinai (Star Spangled Rhythm)
  - Herbert Stothart - La parata delle stelle (Thousands Cheer)
- 1945 (drammatica o commedia)
  - Max Steiner - Da quando te ne andasti (Since You Went Away)
  - Dimitri Tiomkin - Il ponte di San Luis Rey (The Bridge of San Luis Rey)
  - Arthur Lange - Le tre donne di Casanova (Casanova Brown)
  - Hans J. Salter - Vacanze a Natale (Christmas Holiday)
  - Max Steiner - Il pilota del Mississippi (The Adventures of Mark Twain)
  - Morris Stoloff e Ernst Toch - Address Unknown
  - Miklós Rózsa - La fiamma del peccato (Double Indemnity)
  - Walter Scharf e Roy Webb - I conquistatori dei sette mari (The Fighting Seabees)
  - Robert Stolz - Avvenne domani (It Happened Tomorrow)
  - Frederic Efrem Rich - Jack London (Jack London)
  - Herbert Stothart - Kismet
  - David Rose - Il pirata e la principessa (The Princess and the Pirate)
  - Karl Hajos - Temporale d'estate (Summer Storm)
  - William Franke Harling - Three Russian Girls
  - Edward Paul - Nella camera di Mabel (Up in Mabel's Room)
  - Michel Michelet - Voice in the Wind (Voice in the Wind)
  - Alfred Newman - Wilson
  - Miklós Rózsa - La donna della città (Woman of the Town)
  - Hanns Eisler e Constantin Bakaleinikoff - Il ribelle (None but the Lonely Heart)
- 1945 (musical)
  - Morris Stoloff e Carmen Dragon - Fascino (Cover Girl)
  - Werner R. Heymann e Kurt Weill - Knickerbocker Holiday (Knickerbocker Holiday)
  - Walter Scharf - Brazil
  - Constantin Bakaleinikoff - Il denaro non è tutto (Higher and Higher)
  - Ray Heindorf - Ho baciato una stella (Hollywood Canteen)
  - Alfred Newman - Irish Eyes Are Smiling
  - Ferde Grofe e Leo Erdody - Minstrel Man
  - Ray Heindorf e Louis Forbes - Così vinsi la guerra (Up in Arms)
  - Robert Emmett Dolan - Le schiave della città (Lady in the Dark)
  - Georgie Stoll - Incontriamoci a Saint Louis (Meet Me in St. Louis)
  - Mahlon Merrick - Sfolgorio di stelle (Sensations of 1945)
  - Hans J. Salter - The Merry Monahans (The Merry Monahans)
  - Charles Previn - È fuggita una stella (Song of the Open Road)
  - Edward Kay - Lady, Let's Dance
- 1946 (drammatica o commedia)
  - Miklós Rózsa - Io ti salverò (Spellbound)
  - Robert Emmett Dolan - Le campane di Santa Maria (The Bells of St. Mary's)
  - Lou Forbes - Milioni in pericolo (Brewster's Millions)
  - Werner Janssen - Capitan Kidd (Captain Kidd)
  - Roy Webb - Il villino incantato (The Enchanted Cottage)
  - Morton Scott e Dale Butts - Fiamme a San Francisco (Flame of Barbary Coast)
  - Edward J. Kay - G. I. Honeymoon
  - Louis Applebaum e Ann Ronell - I forzati della gloria (G. I. Joe)
  - Werner Janssen - Veleno in Paradiso (Guest in the House)
  - Daniele Amfitheatrof - Quella che non devi amare (Guest Wife)
  - Alfred Newman - Le chiavi del paradiso (The Keys of the Kingdom)
  - Victor Young - Gli amanti del sogno (Love Letters)
  - Miklós Rózsa - Giorni perduti (The Lost Weekend)
  - Karl Hajos - The Man Who Walked Alone
  - Alexandre Tansman - A Parigi nell'ombra (Paris Underground)
  - Franz Waxman - Obiettivo Burma! (Objective, Burma!)
  - Miklós Rózsa e Morris Stoloff - L'eterna armonia (A Song to Remember)
  - Werner Janssen - L'uomo del Sud (The Southerner)
  - Hans J. Salter - Questo nostro amore (This Love of Ours)
  - Herbert Stothart - La valle del destino (The Valley of Decision)
  - Arthur Lange e Hugo Friedhofer - La donna del ritratto (The Woman in the Window)
- 1946 (musical)
  - Georgie Stoll - Due marinai e una ragazza (Canta che ti passa) (Anchors Aweigh)
  - Jerome Kern e Hans J. Salter - California (Can't Help Singing)
  - Arthur Lange - La bella dello Yukon (Belle of the Yukon)
  - Morton Scott - Hitchhike to Happiness (Hitchhike to Happiness)
  - Robert Emmett Dolan - Le ragazze di Harvey (The Harvey Girls)
  - Bernard Herrmann - Bionda incendiaria (Incendiary Blonde)
  - Ray Heindorf e Max Steiner - Rapsodia in blu (Rhapsody in Blue)
  - Alfred Newman e Charles Henderson - Festa d'amore (State Fair)
  - Edward J. Kay - Sunbonnet Sue
  - Charles Wolcott, Edward Plumb e Paul J. Smith - I tre caballeros (The Three Caballeros)
  - Marlin Skiles e Morris Stoloff - Stanotte ed ogni notte (Tonight and Every Night)
  - Walter Greene - Why Girls Leave Home
  - Ray Heindorf e Lou Forbes - L'uomo meraviglia (Wonder Man)
- 1947 (drammatica o commedia)
  - Hugo Friedhofer - I migliori anni della nostra vita (The Best Years of Our Lives)
  - Bernard Herrmann - Anna e il re del Siam (Anna and the King of Siam)
  - William Walton - Enrico V (Henry V)
  - Franz Waxman - Perdutamente (Humoresque)
  - Miklós Rózsa - I gangsters (The Killers)
- 1947 (musical)
  - Morris Stoloff - Al Jolson (The Jolson Story)
  - Ray Heindorf e Max Steiner - Notte e dì (Night and Day)
  - Robert Emmett Dolan - Cieli azzurri (Blue Skies)
  - Alfred Newman - Bellezze rivali (Centennial Summer)
  - Lennie Hayton - Le ragazze di Harvey (The Harvey Girls)
- 1948 (drammatica o commedia)
  - Miklós Rózsa - Doppia vita (A Double Life)
  - David Raksin - Ambra (Forever Amber)
  - Hugo Friedhofer - La moglie del Vescovo (The Bishop's Wife)
  - Max Steiner - Vita col padre (Life with Father)
  - Alfred Newman - Il capitano di Castiglia (Captain from Castile)
- 1948 (musical)
  - Alfred Newman - Come nacque il nostro amore (Mother Wore Tights)
  - Ray Heindorf e Max Steiner - My Wild Irish Rose (My Wild Irish Rose)
  - Robert Emmett Dolan - Avventura in Brasile (Road to Rio)
  - Daniele Amfitheatrof, Paul J. Smith e Charles Wolcott - I racconti dello zio Tom (Song of the South)
  - Johnny Green - La matadora (Fiesta)
- 1949 (drammatica o commedia)
  - Brian Easdale - Scarpette rosse (The Red Shoes)
  - William Walton - Amleto (Hamlet)
  - Hugo Friedhofer - Giovanna d'Arco (Joan of Arc)
  - Max Steiner - Johnny Belinda
  - Alfred Newman - La fossa dei serpenti (The Snake Pit)
- 1949 (musical)
  - Johnny Green e Roger Edens - Ti amavo senza saperlo (Easter Parade)
  - Victor Young - Il valzer dell'imperatore (The Emperor Waltz)
  - Lennie Hayton - Il pirata (The Pirate)
  - Ray Heindorf - Amore sotto coperta (Romance on the High Seas)
  - Alfred Newman - When My Baby Smiles at Me

### 1950
- 1950 (drammatica o commedia)
  - Aaron Copland - L'ereditiera (The Heiress)
  - Max Steiner - Peccato (Beyond the Forest)
  - Dimitri Tiomkin - Il grande campione (Champion)
- 1950 (musical)
  - Roger Edens e Lennie Hayton - Un giorno a New York (On the Town)
  - Morris Stoloff e George Duning - Non c'è passione più grande (Jolson Sings Again)
  - Ray Heindorf - La vita a passo di danza (Look for the Silver Lining)
- 1951 (drammatica o commedia)
  - Franz Waxman - Viale del tramonto (Sunset Blvd.)
  - Max Steiner - La leggenda dell'arciere di fuoco (The Flame and the Arrow)
  - Alfred Newman - Eva contro Eva (All about Eve)
  - George Duning - Non siate tristi per me (No Sad Songs for Me)
  - Victor Young - Sansone e Dalila (Samson and Delilah)
- 1951 (musical)
  - Adolph Deutsch e Roger Edens - Anna prendi il fucile (Annie Get Your Gun)
  - Lionel Newman - I'll Get By
  - Oliver Wallace e Paul J. Smith - Cenerentola (Cinderella)
  - André Previn - Tre piccole parole (Three Little Words)
  - Ray Heindorf - The West Point Story (The West Point Story)
- 1952 (drammatica o commedia)
  - Franz Waxman - Un posto al sole (A Place in the Sun)
  - Miklós Rózsa - Quo vadis (Quo Vadis)
  - Alfred Newman - Davide e Betsabea (David and Bathsheba)
  - Alex North - Un tram che si chiama Desiderio (A Streetcar Named Desire)
  - Alex North - Morte di un commesso viaggiatore (Death of a Salesman)
- 1952 (musical)
  - Johnny Green e Saul Chaplin - Un americano a Parigi (An American in Paris)
  - Oliver Wallace - Alice nel Paese delle Meraviglie (Alice in Wonderland)
  - Peter Herman Adler e Johnny Green - Il grande Caruso (The Great Caruso)
  - Alfred Newman - Divertiamoci stanotte (On the Riviera)
  - Adolph Deutsch e Conrad Salinger - Show Boat
- 1953 (drammatica o commedia)
  - Dimitri Tiomkin - Mezzogiorno di fuoco (High Noon)
  - Miklós Rózsa - Ivanhoe
  - Max Steiner - Nostra Signora di Fatima (Miracle of Fatima)
  - Herschel Burke Gilbert - La spia (The Thief)
  - Alex North - Viva Zapata!
- 1953 (musical)
  - Alfred Newman - La dominatrice del destino (With a Song in My Heart)
  - Walter Scharf - Il favoloso Andersen (Hans Christian Andersen)
  - Ray Heindorf e Max Steiner - Il cantante di jazz (The Jazz Singer)
  - Gian Carlo Menotti - Il medium
  - Lennie Hayton - Cantando sotto la pioggia (Singin' in the Rain)
- 1954 (drammatica o commedia)
  - Bronislau Kaper - Lilì (Lili)
  - Hugo Friedhofer - Il prezzo del dovere (Above and Beyond)
  - Morris Stoloff e George Duning - Da qui all'eternità (From Here to Eternity)
  - Miklós Rózsa - Giulio Cesare (Julius Caesar)
  - Louis Forbes - This Is Cinerama
- 1954 (musical)
  - Alfred Newman - Chiamatemi Madame (Call Me Madam)
  - Adolph Deutsch - Spettacolo di varietà (The Band Wagon)
  - Ray Heindorf - Non sparare, baciami! (Calamity Jane)
  - Frederick Hollander e Morris Stoloff - Le 5.000 dita del Dr. T (The 5,000 Fingers of Dr. T)
  - André Previn e Saul Chaplin - Baciami Kate! (Kiss Me Kate)
- 1955 (drammatica o commedia)
  - Dimitri Tiomkin - Prigionieri del cielo (The High and the Mighty)
  - Max Steiner - L'ammutinamento del Caine (The Caine Mutiny)
  - Larry Adler - La rivale di mia moglie (Genevieve)
  - Leonard Bernstein - Fronte del porto (On the Waterfront)
  - Franz Waxman - Il calice d'argento (The Silver Chalice)
- 1955 (musical)
  - Saul Chaplin e Adolph Deutsch - Sette spose per sette fratelli (Seven Brides for Seven Brothers)
  - Ray Heindorf - È nata una stella (A Star Is Born)
  - Herschel Burke Gilbert - Carmen Jones
  - Alfred Newman e Lionel Newman - Follie dell'anno (There's No Business Like Show Business)
  - Joseph Gershenson e Joseph Gershenson - La storia di Glenn Miller (The Glenn Miller Story)
- 1956 (drammatica o commedia)
  - Alfred Newman - L'amore è una cosa meravigliosa (Love Is a Many-Splendored Thing)
  - Max Steiner - Prima dell'uragano (Battle Cry)
  - Elmer Bernstein - L'uomo dal braccio d'oro (The Man with the Golden Arm)
  - George Duning - Picnic
  - Alex North - La rosa tatuata (The Rose Tattoo)
- 1956 (musical)
  - Robert Russell Bennett, Jay Blackton e Adolph Deutsch - Oklahoma!
  - Alfred Newman - Papà Gambalunga (Daddy Long Legs)
  - Jay Blackton e Cyril J. Mockridge - Bulli e pupe (Guys and Dolls)
  - André Previn - È sempre bel tempo (It's Always Fair Weather)
  - Percy Faith e George Stoll - Amami o lasciami (Love Me or Leave Me)
- 1957 (drammatica o commedia)
  - Victor Young - Il giro del mondo in 80 giorni (Around the World in 80 days)
  - Alfred Newman - Anastasia
  - Hugo Friedhofer - I diavoli del Pacifico (Between Heaven and Hell)
  - Dimitri Tiomkin - Il gigante (Giant)
  - Alex North - Il mago della pioggia (The Rainmaker)
- 1957 (musical)
  - Alfred Newman e Ken Darby - Il re ed io (The King and I)
  - Lionel Newman - La felicità non si compra (The Best Things in Life Are Free)
  - Morris Stoloff e George Duning - Incantesimo (The Eddy Duchin Story)
  - Johnny Green e Saul Chaplin - Alta società (High Society)
  - George Stoll e Johnny Green - Donne... dadi... denaro! (Meet Me in Las Vegas)
- 1958
  - Malcolm Arnold - Il ponte sul fiume Kwai (The Bridge on the River Kwai)
  - Hugo Friedhofer - Un amore splendido (An Affair to Remember)
  - Hugo Friedhofer - Il ragazzo sul delfino (Boy on a Dolphin)
  - Paul J. Smith - Perri
  - Johnny Green - L'albero della vita (Raintree County)
- 1959 (drammatica o commedia)
  - Dimitri Tiomkin - Il vecchio e il mare (The Old Man and the Sea)
  - Jerome Moross - Il grande paese (The Big Country)
  - David Raksin - Tavole separate (Separate Tables)
  - Oliver Wallace - Artico selvaggio (White Wilderness)
  - Hugo Friedhofer - I giovani leoni (The Young Lions)
- 1959 (musical)
  - André Previn - Gigi
  - Ray Heindorf - Damn Yankees!
  - Yuri Faier e Gennadi Rozhdestvensky - Il Bolshoi Ballet (The Bolshoi Ballet)
  - Lionel Newman - Martedì grasso (Mardi Gras)
  - Alfred Newman e Ken Darby - South Pacific

### 1960
- 1960 (drammatica o commedia)
  - Miklós Rózsa - Ben-Hur
  - Alfred Newman - Il diario di Anna Frank (The Diary of Anne Frank)
  - Franz Waxman - La storia di una monaca (The Nun's Story)
  - Ernest Gold - L'ultima spiaggia (On the Beach)
  - Frank De Vol - Il letto racconta (Pillow Talk)
- 1960 (musical)
  - André Previn e Ken Darby - Porgy and Bess
  - Leith Stevens - I cinque penny (The Five Pennies)
  - Nelson Riddle e Joseph J. Lilley - Il villaggio più pazzo del mondo (Li'l Abner)
  - Lionel Newman - Dinne una per me (Say One for Me)
  - George Bruns - La bella addormentata nel bosco (Sleeping Beauty)
- 1961 (drammatica o commedia)
  - Ernest Gold - Exodus
  - André Previn - Il figlio di Giuda (Elmer Gantry)
  - Elmer Bernstein - I magnifici sette (The Magnificent Seven)
  - Dimitri Tiomkin - La battaglia di Alamo (The Alamo)
  - Alex North - Spartacus
- 1961 (musical)
  - Morris Stoloff e Harry Sukman - Estasi (Song without End - The Story of Franz Liszt)
  - André Previn - Susanna agenzia squillo (Bells Are Ringing)
  - Nelson Riddle - Can Can (Can-Can)
  - Lionel Newman e Earle H. Hagen - Facciamo l'amore (Let's Make Love)
  - Johnny Green - Pepe
- 1962 (drammatica o commedia)
  - Henry Mancini - Colazione da Tiffany (Breakfast at Tiffany's)
  - Miklós Rózsa - El Cid
  - Morris Stoloff e Harry Sukman - Fanny
  - Dimitri Tiomkin - I cannoni di Navarone (The Guns of Navarone)
  - Elmer Bernstein - Estate e fumo (Summer and Smoke)
- 1962 (musical)
  - Saul Chaplin, Johnny Green, Sid Ramin e Irwin Kostal - West Side Story
  - George Bruns - Babes in Toyland
  - Alfred Newman e Ken Darby - Fior di loto (Flower Drum Song)
  - Dmitrij Šostakovič - Khovanshchina
  - Duke Ellington - Paris Blues
- 1963 (originale)
  - Maurice Jarre - Lawrence d'Arabia (Lawrence of Arabia)
  - Jerry Goldsmith - Freud, passioni segrete (Freud)
  - Bronislau Kaper - Gli ammutinati del Bounty
  - Franz Waxman - Taras, il magnifico (Taras Bulba)
  - Elmer Bernstein - Il buio oltre la siepe (To Kill a Mockingbird)
- 1963 (adattamento)
  - Ray Heindorf - Capobanda (The Music Man)
  - George Stoll - La ragazza più bella del mondo (Billy Rose's Jumbo)
  - Michel Magne - Gigò (Gigot)
  - Frank Perkins - La donna che inventò lo strip-tease (Gypsy)
  - Leigh Harline - Avventura nella fantasia (The Wonderful World of the Brothers Grimm)
- 1964 (originale)
  - John Addison - Tom Jones
  - Alex North - Cleopatra
  - Alfred Newman e Ken Darby - La conquista del West (How the West Was Won)
  - Dimitri Tiomkin - 55 giorni a Pechino (55 Days at Peking)
  - Ernest Gold - Questo pazzo, pazzo, pazzo, pazzo mondo (It's a Mad, Mad, Mad, Mad World)
- 1964 (adattamento)
  - André Previn - Irma la dolce (Irma La Douce)
  - Johnny Green - Ciao, ciao Birdie (Bye Bye Birdie)
  - Leith Stevens - Il mio amore con Samantha (A New Kind of Love)
  - Maurice Jarre - L'uomo senza passato (Les dimanches de Ville d'Avray)
  - George Bruns - La spada nella roccia (The Sword in the Stone)
- 1965 (originale)
  - Richard M. Sherman e Robert B. Sherman - Mary Poppins
  - Henry Mancini - La pantera rosa (The Pink Panther)
  - Laurence Rosenthal - Becket e il suo re (Becket)
  - Dimitri Tiomkin - La caduta dell'Impero romano (The Fall of the Roman Empire)
  - Frank De Vol - Piano... piano, dolce Carlotta (Hush...Hush, Sweet Charlotte)
- 1965 (adattamento)
  - André Previn - My Fair Lady
  - George Martin - Tutti per uno (A Hard Day's Night)
  - Irwin Kostal - Mary Poppins
  - Nelson Riddle - I 4 di Chicago (Robin and the 7 Hoods)
  - Robert Armbruster, Leo Arnaud, Jack Elliott, Jack Hayes, Calvin Jackson e Leo Shuken - Voglio essere amata in un letto d'ottone (The Unsinkable Molly Brown)
- 1966 (originale)
  - Maurice Jarre - Il dottor Zivago (Doctor Zhivago)
  - Alex North - Il tormento e l'estasi (The Agony and the Ecstasy)
  - Alfred Newman - La più grande storia mai raccontata (The Greatest Story Ever Told)
  - Jerry Goldsmith - Incontro al Central Park (A Patch of Blue)
  - Michel Legrand e Jacques Demy - Les Parapluies de Cherbourg
- 1966 (adattamento)
  - Irwin Kostal - Tutti insieme appassionatamente (The Sound of Music)
  - Frank De Vol - Cat Ballou
  - Lionel Newman e Alexander Courage - Mentre Adamo dorme (The Pleasure Seekers)
  - Don Walker - L'incredibile Murray: l'uomo che disse no (A Thousand Clowns)
  - Michel Legrand - Les Parapluies de Cherbourg
- 1967 (originale)
  - John Barry - Nata libera (Born free)
  - Toshiro Mayuzumi - La Bibbia (The Bible)
  - Elmer Bernstein - Hawaii
  - Jerry Goldsmith - Quelli della San Pablo (The Sand Pebbles)
  - Alex North - Chi ha paura di Virginia Woolf? (Who's Afraid of Virginia Woolf?)
- 1967 (adattamento)
  - Ken Thorne - Dolci vizi al foro (A Funny Thing Happened on the Way to the Forum)
  - Luis Enrique Bacalov - Il Vangelo secondo Matteo (Il Vangelo secondo Matteo)
  - Elmer Bernstein - Il ritorno dei magnifici sette (Return of the Seven)
  - Harry Sukman - Dominique (The Singing Nun)
  - Al Ham - Stop the World: I Want to Get Off
- 1968 (originale)
  - Elmer Bernstein - Millie (Thoroughly Modern Millie)
  - Lalo Schifrin - Nick mano fredda (Cool Hand Luke)
  - Leslie Bricusse - Il favoloso dottor Dolittle (Doctor Dolittle)
  - Richard Rodney Bennett - Via dalla pazza folla (Far from the Madding Crowd)
  - Quincy Jones - A sangue freddo (In Cold Blood)
- 1968 (adattamento)
  - Alfred Newman e Ken Darby - Camelot
  - Lionel Newman e Alexander Courage - Il favoloso dottor Dolittle (Doctor Dolittle)
  - Frank De Vol - Indovina chi viene a cena? (Guess Who's Coming to Dinner)
  - André Previn e Joseph Gershenson - Millie (Thoroughly Modern Millie)
  - John Williams - La valle delle bambole (Valley of the Dolls)
- 1969 (drammatica)
  - John Barry - Il leone d'inverno (The Lion in Winter)
  - Lalo Schifrin - La volpe (The Fox)
  - Jerry Goldsmith - Il pianeta delle scimmie (Planet of the Apes)
  - Alex North - L'uomo venuto dal Kremlino (The Shoes of the Fisherman)
  - Michel Legrand - Il caso Thomas Crown (The Thomas Crown Affair)
- 1969 (adattamento con canzoni originali)
  - Johnny Green - Oliver!
  - Ray Heindorf - Sulle ali dell'arcobaleno (Finian's Rainbow)
  - Walter Scharf - Funny Girl
  - Lennie Hayton - Un giorno... di prima mattina (Star!)
  - Michel Legrand e Jacques Demy - Josephine (Les demoiselles de Rochefort)

### 1970
- 1970 (drammatica)
  - Burt Bacharach - Butch Cassidy (Butch Cassidy and the Sundance Kid)
  - Georges Delerue - Anna dei mille giorni (Anne of the Thousand Days)
  - John Williams - Boon il saccheggiatore (The Reivers)
  - Ernest Gold - Il segreto di Santa Vittoria (The Secret of Santa Vittoria)
  - Jerry Fielding - Il mucchio selvaggio (The Wild Bunch)
- 1970 (adattamento con canzoni originali)
  - Lennie Hayton e Lionel Newman - Hello, Dolly!
  - Leslie Bricusse e John Williams - Goodbye Mr. Chips
  - Nelson Riddle - La ballata della città senza nome (Paint Your Wagon)
  - Cy Coleman - Sweet Charity - Una ragazza che voleva essere amata (Sweet Charity)
  - Johnny Green e Albert Woodbury - Non si uccidono così anche i cavalli? (They Shoot Horses, Don't They?)
- 1971 (drammatica)
  - Francis Lai - Love Story
  - Alfred Newman - Airport
  - Frank Cordell - Cromwell
  - Jerry Goldsmith - Patton, generale d'acciaio (Patton)
  - Henry Mancini - I girasoli (I girasoli)
- 1971 (adattamento con canzoni originali)
  - The Beatles - Let It Be - Un giorno con i Beatles (Let It Be)
  - Fred Karlin e Tylwyth Kymry - A.A.A. Ragazza affittasi per fare bambino (The Baby Maker)
  - Rod McKuen, John Scott Trotter, Rod McKuen, Bill Melendez, Al Shean e Vince Guaraldi - Un ragazzo di nome Charlie Brown (A Boy Named Charlie Brown)
  - Henry Mancini e Johnny Mercer - Operazione Crêpes Suzette (Darling Lili)
  - Leslie Bricusse, Ian Fraser e Herbert W. Spencer - La più bella storia di Dickens (Scrooge)
- 1972 (drammatica)
  - Michel Legrand - Quell'estate del '42 (Summer of '42)
  - John Barry - Maria Stuarda, regina di Scozia (Mary, Queen of Scots)
  - Richard Rodney Bennett - Nicola e Alessandra (Nicholas and Alexandra)
  - Isaac Hayes - Shaft il detective (Shaft)
  - Jerry Fielding - Cane di paglia (Straw Dogs)
- 1972 (adattamento con canzoni originali)
  - John Williams - Il violinista sul tetto (Fiddler on the Roof)
  - Richard M. Sherman, Robert B. Sherman e Irwin Kostal - Pomi d'ottone e manici di scopa (Bedknobs and Broomsticks)
  - Peter Maxwell Davies e Peter Greenwell - Il boy friend (The Boy Friend)
  - Dimitri Tiomkin - Una pioggia di stelle (Tchaikovskiy)
  - Leslie Bricusse, Anthony Newley e Walter Scharf - Willy Wonka e la fabbrica di cioccolato (Willy Wonka and the Chocolate Factory)
- 1973 (originale drammatica)
  - Charles Chaplin, Raymond Rasch e Larry Russell - Luci della ribalta (Limelight)
  - John Williams - Images
  - Buddy Baker - Due ragazzi e un leone (Napoleon and Samantha)
  - John Williams - L'avventura del Poseidon (The Poseidon Adventure)
  - John Addison - Gli insospettabili (Sleuth)
- 1973 (adattamento con canzoni originali)
  - Ralph Burns - Cabaret
  - Gil Askey - La signora del blues (Lady Sings the Blues)
  - Laurence Rosenthal - L'uomo della Mancha (Man of La Mancha)
- 1974 (drammatica)
  - Marvin Hamlisch - Come eravamo (The Way We Were)
  - John Williams - Un grande amore da 50 dollari (Cinderella Liberty)
  - Georges Delerue - Il giorno del delfino (The Day of the Dolphin)
  - Jerry Goldsmith - Papillon
  - John Cameron - Un tocco di classe (A Touch of Class)
- 1974 (adattamento con canzoni originali)
  - Marvin Hamlisch - La stangata (The Sting)
  - André Previn, Herbert Spencer e Andrew Lloyd Webber - Jesus Christ Superstar
  - Richard M. Sherman, Robert B. Sherman e John Williams - Tom Sawyer
- 1975 (originale drammatica)
  - Nino Rota e Carmine Coppola - Il padrino - Parte II (The Godfather: Part II)
  - John Williams - L'inferno di cristallo (The Towering Inferno)
  - Richard Rodney Bennett - Assassinio sull'Orient Express (Murder on the Orient Express)
  - Jerry Goldsmith - Chinatown
  - Alex North - Shanks
- 1975 (adattamento con canzoni originali)
  - Nelson Riddle - Il grande Gatsby (The Great Gatsby)
  - Alan Jay Lerner, Frederick Loewe, Angela Morley e Douglas Gamley - Il piccolo principe (The Little Prince)
  - Paul Williams e George Aliceson Tipton - Il fantasma del palcoscenico (Phantom of the Paradise)
- 1976 (originale)
  - John Williams - Lo squalo (Jaws)
  - Gerald Fried - Anche gli uccelli e le api lo fanno (Birds Do It, Bees Do It)
  - Alex North - Stringi i denti e vai! (Bite the Bullet)
  - Jack Nitzsche - Qualcuno volò sul nido del cuculo (One Flew over the Cuckoo's Nest)
  - Jerry Goldsmith - Il vento e il leone (The Wind and the Lion)
- 1976 (adattamento con canzoni originali)
  - Leonard Rosenman - Barry Lyndon
  - Peter Matz - Funny Lady
  - Pete Townshend (The Who) - Tommy
- 1977 (originale)
  - Jerry Goldsmith - Il presagio (The Omen)
  - Bernard Herrmann - Obsession - Complesso di colpa (Obsession)
  - Jerry Fielding - Il texano dagli occhi di ghiaccio (The Outlaw Josey Wales)
  - Bernard Herrmann - Taxi Driver
  - Lalo Schifrin - La nave dei dannati (Voyage of the Damned)
- 1977 (adattamento con canzoni originali)
  - Leonard Rosenman - Questa terra è la mia terra (Bound for Glory)
  - Paul Williams - Piccoli gangsters (Bugsy Malone)
  - Roger Kellaway - È nata una stella (A Star Is Born)
- 1978 (originale)
  - John Williams - Guerre stellari (Star Wars)
  - John Williams - Incontri ravvicinati del terzo tipo (Close Encounters of the Third Kind)
  - Maurice Jarre - Il messaggio (Mohammad - Messenger of God)
  - Marvin Hamlisch - La spia che mi amava (The Spy Who Loved Me)
  - Georges Delerue - Giulia (Julia)
- 1978 (adattamento con canzoni originali)
  - Jonathan Tunick - Gigi (A Little Night Music)
  - Al Kasha, Joel Hirschhorn e Irwin Kostal - Elliott, il drago invisibile (Pete's Dragon)
  - Richard M. Sherman, Robert B. Sherman e Angela Morley - La scarpetta e la rosa (The Slipper and the Rose - The Story of Cinderella)
- 1979 (originale)
  - Giorgio Moroder - Fuga di mezzanotte (Midnight Express)
  - Jerry Goldsmith - I ragazzi venuti dal Brasile (The Boys from Brazil)
  - Ennio Morricone - I giorni del cielo (Days of Heaven)
  - Dave Grusin - Il paradiso può attendere (Heaven Can Wait)
  - John Williams - Superman
- 1979 (adattamento)
  - Joe Renzetti - The Buddy Holly Story
  - Jerry Wexler - Pretty Baby
  - Quincy Jones - I'm Magic (The Wiz)

### 1980
- 1980 (originale)
  - Georges Delerue - Una piccola storia d'amore (A Little Romance)
  - Lalo Schifrin - Amityville Horror (The Amityville Horror)
  - Dave Grusin - Il campione (The Champ)
  - Jerry Goldsmith - Star Trek: Il film (Star Trek - The Motion Picture)
  - Henry Mancini - 10
- 1980 (adattamento con canzoni originali)
  - Ralph Burns - All That Jazz - Lo spettacolo comincia (All That Jazz)
  - Patrick Williams - All American Boys (Breaking Away)
  - Paul Williams e Kenny Ascher - Ecco il film dei Muppet (The Muppet Movie)
- 1981
  - Michael Gore - Saranno famosi (Fame)
  - John Corigliano - Stati di allucinazione (Altered States)
  - John Morris - The Elephant Man
  - Philippe Sarde - Tess
  - John Williams - L'Impero colpisce ancora (The Empire Strikes Back)
- 1982
  - Vangelis - Momenti di gloria (Chariots of Fire)
  - Alex North - Il drago del lago di fuoco (Dragonslayer)
  - Dave Grusin - Sul lago dorato (On Golden Pond)
  - Randy Newman - Ragtime
  - John Williams - I predatori dell'arca perduta (Raiders of the Lost Ark)
- 1983 (originale)
  - John Williams - E.T. l'extra-terrestre (E.T. The Extra-Terrestrial)
  - Ravi Shankar e George Fenton - Gandhi
  - Jack Nitzsche - Ufficiale e gentiluomo (An Officer and a Gentleman)
  - Marvin Hamlisch - La scelta di Sophie (Sophie's Choice)
  - Jerry Goldsmith - Poltergeist - Demoniache presenze (Poltergeist)
- 1983 (adattamento con canzoni originali)
  - Henry Mancini e Leslie Bricusse - Victor Victoria
  - Ralph Burns - Annie
  - Tom Waits - Un sogno lungo un giorno (One from the Heart)
- 1984 (originale)
  - Bill Conti - Uomini veri (The Right Stuff)
  - Leonard Rosenman - La foresta silenziosa (Cross Creek)
  - Michael Gore - Voglia di tenerezza (Terms of Endearment)
  - John Williams - Il ritorno dello Jedi (Return of the Jedi)
  - Jerry Goldsmith - Sotto tiro (Under Fire)
- 1984 (adattamento con canzoni originali)
  - Michel Legrand, Alan Bergman e Marilyn Bergman - Yentl
  - Lalo Schifrin - La stangata II (The Sting II)
  - Elmer Bernstein - Una poltrona per due (Trading Places)
- 1985 (originale)
  - Maurice Jarre - Passaggio in India (A Passage to India)
  - John Williams - Indiana Jones e il tempio maledetto (Indiana Jones and the Temple of Doom)
  - Randy Newman - Il migliore (The Natural)
  - John Williams - Il fiume dell'ira (The River)
  - Alex North - Sotto il vulcano (Under the Volcano)
- 1985 (originale con canzoni)
  - Prince - Purple Rain
  - Jeff Moss - I Muppet alla conquista di Broadway (The Muppets Take Manhattan)
  - Kris Kristofferson - Songwriter - Successo alle stelle (Songwriter)
- 1986
  - John Barry - La mia Africa (Out of Africa)
  - Georges Delerue - Agnese di Dio (Agnes of God)
  - Quincy Jones, Jeremy Lubbock, Rod Temperton, Caiphus Semenya, Andrae Crouch, Chris Boardman, Jorge Calandrelli, Joel Rosenbaum, Fred Steiner, Jack Hayes, Jerry Hey e Randy Kerber - Il colore viola (The Color Purple)
  - Bruce Broughton - Silverado
  - Maurice Jarre - Witness - Il testimone (Witness)
- 1987
  - Herbie Hancock - Round Midnight - A mezzanotte circa (Round Midnight)
  - James Horner - Aliens - Scontro finale (Aliens)
  - Jerry Goldsmith - Colpo vincente (Hoosiers)
  - Ennio Morricone - Mission (The Mission)
  - Leonard Rosenman - Star Trek IV: Rotta verso la Terra (Star Trek IV: The Voyage Home)
- 1988
  - Ryūichi Sakamoto, David Byrne e Cong Su - L'ultimo imperatore (The Last Emperor)
  - George Fenton e Jonas Gwangwa - Grido di libertà (Cry Freedom)
  - John Williams - L'impero del sole (Empire of the Sun)
  - Ennio Morricone - The Untouchables - Gli intoccabili (The Untouchables)
  - John Williams - Le streghe di Eastwick (The Witches of Eastwick)
- 1989
  - David Grusin - Milagro (The Milagro Beanfield War)
  - George Fenton - Le relazioni pericolose (Dangerous Liaisons)
  - Maurice Jarre - Gorilla nella nebbia (Gorillas in the Mist: The Story of Dian Fossey)
  - John Williams - Turista per caso (The Accidental Tourist)
  - Hans Zimmer - Rain Man - L'uomo della pioggia (Rain Man)

### 1990
- 1990
  - Alan Menken - La sirenetta (The Little Mermaid)
  - John Williams - Nato il quattro luglio (Born on the Fourth of July)
  - John Williams - Indiana Jones e l'ultima crociata (Indiana Jones and the Last Crusade)
  - David Grusin - I favolosi Baker (The Fabulous Baker Boys)
  - James Horner - L'uomo dei sogni (Field of Dreams)
- 1991
  - John Barry - Balla coi lupi (Dances with Wolves)
  - Randy Newman - Avalon
  - Maurice Jarre - Ghost - Fantasma (Ghost)
  - Dave Grusin - Havana
  - John Williams - Mamma, ho perso l'aereo (Home Alone)
- 1992
  - Alan Menken - La bella e la bestia (Beauty and the Beast)
  - Ennio Morricone - Bugsy
  - George Fenton - La leggenda del re pescatore (The Fisher King)
  - John Williams - JFK - Un caso ancora aperto (JFK)
  - James Newton Howard - Il principe delle maree (The Prince of Tides)
- 1993
  - Alan Menken - Aladdin
  - Jerry Goldsmith - Basic Instinct
  - John Barry - Charlot (Chaplin)
  - Richard Robbins - Casa Howard (Howards End)
  - Mark Isham - In mezzo scorre il fiume (A River Runs Through It)
- 1994
  - John Williams - Schindler's List - La lista di Schindler
  - Elmer Bernstein - L'età dell'innocenza (The Age of Innocence)
  - Dave Grusin - Il socio (The Firm)
  - James Newton Howard - Il fuggitivo (The Fugitive)
  - Richard Robbins - Quel che resta del giorno (The Remains of the Day)
- 1995
  - Hans Zimmer - Il re leone (The Lion King)
  - Elliot Goldenthal - Intervista con il vampiro (Interview with the Vampire)
  - Thomas Newman - Piccole donne (Little Women)
  - Thomas Newman - Le ali della libertà (The Shawshank Redemption)
  - Alan Silvestri - Forrest Gump
- 1996 (drammatica)
  - Luis Bacalov - Il postino
  - James Horner - Apollo 13
  - James Horner - Braveheart - Cuore impavido (Braveheart)
  - John Williams - Gli intrighi del potere - Nixon (Nixon)
  - Patrick Doyle - Ragione e sentimento (Sense and Sensibility)
- 1996 (musical o commedia)
  - Alan Menken e Stephen Schwartz - Pocahontas
  - Marc Shaiman - Il presidente - Una storia d'amore (The American President)
  - John Williams - Sabrina
  - Randy Newman - Toy Story - Il mondo dei giocattoli (Toy Story)
  - Thomas Newman - Eroi di tutti i giorni (Unstrung Heroes)
- 1997 (drammatica)
  - Gabriel Yared - Il paziente inglese (The English Patient)
  - Patrick Doyle - Hamlet
  - Elliot Goldenthal - Michael Collins
  - David Hirschfelder - Shine
  - John Williams - Sleepers
- 1997 (musical o commedia)
  - Rachel Portman - Emma
  - Marc Shaiman - Il club delle prime mogli (The First Wives Club)
  - Alan Menken e Stephen Schwartz - Il gobbo di Notre Dame (The Hunchback of Notre Dame)
  - Randy Newman - James e la pesca gigante (James and the Giant Peach)
  - Hans Zimmer - Uno sguardo dal cielo (The Preacher's Wife)
- 1998 (drammatica)
  - James Horner - Titanic
  - John Williams - Amistad
  - Danny Elfman - Will Hunting - Genio ribelle (Good Will Hunting)
  - Philip Glass - Kundun
  - Jerry Goldsmith - L.A. Confidential
- 1998 (musical o commedia)
  - Anne Dudley - Full Monty - Squattrinati organizzati (The Full Monty)
  - Stephen Flaherty, Lynn Ahrens e David Newman - Anastasia
  - Hans Zimmer - Qualcosa è cambiato (As Good as It Gets)
  - Danny Elfman - Men in Black
  - James Newton Howard - Il matrimonio del mio migliore amico (My Best Friend's Wedding)
- 1999 (drammatica)
  - Nicola Piovani - La vita è bella
  - David Hirschfelder - Elizabeth
  - Randy Newman - Pleasantville
  - John Williams - Salvate il soldato Ryan (Saving Private Ryan)
  - Hans Zimmer - La sottile linea rossa (The Thin Red Line)
- 1999 (musical o commedia)
  - Stephen Warbeck - Shakespeare in Love
  - Randy Newman - A Bug's Life - Megaminimondo (A Bug's Life)
  - Matthew Wilder, David Zippel e Jerry Goldsmith - Mulan
  - Marc Shaiman - Patch Adams
  - Stephen Schwartz e Hans Zimmer - Il principe d'Egitto (The Prince of Egypt)

### 2000
- 2000
  - John Corigliano - Il violino rosso (Le violon rouge)
  - Thomas Newman - American Beauty
  - John Williams - Le ceneri di Angela (Angela's Ashes)
  - Rachel Portman - Le regole della casa del sidro (The Cider House Rules)
  - Gabriel Yared - Il talento di Mr. Ripley (The Talented Mr. Ripley)
- 2001
  - Tan Dun - La tigre e il dragone (Wo hu cang long)
  - Rachel Portman - Chocolat
  - Hans Zimmer - Il gladiatore (Gladiator)
  - Ennio Morricone - Malèna
  - John Williams - Il patriota (The Patriot)
- 2002
  - Howard Shore - Il Signore degli Anelli - La Compagnia dell'Anello (The Lord of the Rings: The Fellowship of the Ring)
  - John Williams - A.I. - Intelligenza artificiale (A.I. Artificial Intelligence)
  - John Williams - Harry Potter e la pietra filosofale (Harry Potter and the Sorcerer's Stone)
  - James Horner - A Beautiful Mind
  - Randy Newman - Monsters & Co. (Monsters, Inc.)
- 2003
  - Elliot Goldenthal - Frida
  - John Williams - Prova a prendermi (Catch Me If You Can)
  - Elmer Bernstein - Lontano dal paradiso (Far from Heaven)
  - Philip Glass - The Hours
  - Thomas Newman - Era mio padre (Road to Perdition)
- 2004
  - Howard Shore - Il Signore degli Anelli - Il ritorno del re (The Lord of the Rings: The Return of the King)
  - Danny Elfman - Big Fish - Le storie di una vita incredibile (Big Fish)
  - Gabriel Yared - Ritorno a Cold Mountain (Cold Mountain)
  - Thomas Newman - Alla ricerca di Nemo (Finding Nemo)
  - James Horner - La casa di sabbia e nebbia (House of Sand and Fog)
- 2005
  - Jan A. P. Kaczmarek - Neverland - Un sogno per la vita (Finding Neverland)
  - John Williams - Harry Potter e il prigioniero di Azkaban (Harry Potter and the Prisoner of Azkaban)
  - Thomas Newman - Lemony Snicket - Una serie di sfortunati eventi (Lemony Snicket's a Series of Unfortunate Events)
  - John Debney - La passione di Cristo (The Passion of the Christ)
  - James Newton Howard - The Village
- 2006
  - Gustavo Santaolalla - I segreti di Brokeback Mountain (Brokeback Mountain)
  - Alberto Iglesias - The Constant Gardener - La cospirazione (The Constant Gardener)
  - John Williams - Memorie di una Geisha (Memoirs of a Geisha)
  - John Williams - Munich
  - Dario Marianelli - Orgoglio e pregiudizio (Pride & Prejudice)
- 2007
  - Gustavo Santaolalla - Babel
  - Thomas Newman - Intrigo a Berlino (The Good German)
  - Philip Glass - Diario di uno scandalo (Notes on a Scandal)
  - Javier Navarrete - Il labirinto del fauno (El laberinto del fauno)
  - Alexandre Desplat - The Queen - La regina (The Queen)
- 2008
  - Dario Marianelli - Espiazione (Atonement)
  - Alberto Iglesias - Il cacciatore di aquiloni (The Kite Runner)
  - James Newton Howard - Michael Clayton
  - Michael Giacchino - Ratatouille
  - Marco Beltrami - Quel treno per Yuma (3:10 to Yuma)
- 2009
  - A. R. Rahman - The Millionaire (Slumdog Millionaire)
  - Danny Elfman - Milk
  - Alexandre Desplat - Il curioso caso di Benjamin Button (The Curious Case of Benjamin Button)
  - Thomas Newman - WALL•E
  - James Newton Howard - Defiance - I giorni del coraggio (Defiance)

### 2010
- 2010
  - Michael Giacchino - Up
  - Marco Beltrami e Buck Sanders - The Hurt Locker
  - Alexandre Desplat - Fantastic Mr. Fox
  - James Horner - Avatar
  - Hans Zimmer - Sherlock Holmes
- 2011
  - Trent Reznor e Atticus Ross - The Social Network (The Social Network)
  - Allah Rakha Rahman - 127 ore (127 Hours)
  - John Powell - Dragon Trainer (How to Train Your Dragon)
  - Hans Zimmer - Inception (Inception)
  - Alexandre Desplat - Il discorso del re (The King's Speech)
- 2012
  - Ludovic Bource - The Artist[1]
  - Alberto Iglesias - La talpa (Tinker, Tailor, Soldier, Spy)
  - Howard Shore - Hugo Cabret (Hugo)
  - John Williams - Le avventure di Tintin - Il segreto dell'Unicorno (The Adventures of Tintin)
  - John Williams - War Horse
- 2013
  - Mychael Danna - Vita di Pi (Life of Pi)
  - Dario Marianelli - Anna Karenina
  - Alexandre Desplat - Argo
  - John Williams - Lincoln
  - Thomas Newman - Skyfall
- 2014
  - Steven Price - Gravity
  - William Butler e Owen Pallett - Lei (Her)
  - Alexandre Desplat - Philomena
  - Thomas Newman - Saving Mr. Banks
  - John Williams - Storia di una ladra di libri (The Book Thief)
- 2015
  - Alexandre Desplat - Grand Budapest Hotel (The Grand Budapest Hotel)
  - Alexandre Desplat - The Imitation Game
  - Jóhann Jóhannsson - La teoria del tutto (The Theory of Everything)
  - Gary Yershon - Turner (Mr. Turner)
  - Hans Zimmer - Interstellar
- 2016
  - Ennio Morricone - The Hateful Eight
  - Thomas Newman - Il ponte delle spie (Bridge Of Spies)
  - Carter Burwell - Carol
  - Jóhann Jóhannsson - Sicario
  - John Williams - Star Wars - Il risveglio della Forza (Star Wars: The Force Awakens)
- 2017
  - Justin Hurwitz - La La Land
  - Mica Levi - Jackie
  - Dustin O'Halloran e Hauschka - Lion - La strada verso casa (Lion)
  - Nicholas Britell - Moonlight
  - Thomas Newman - Passengers
- 2018
  - Alexandre Desplat – La forma dell'acqua - The Shape of Water (The Shape of Water)
  - Carter Burwell – Tre manifesti a Ebbing, Missouri (Three Billboards Outside Ebbing, Missouri)
  - Jonny Greenwood – Il filo nascosto (Phantom Thread)
  - John Williams – Star Wars - Gli ultimi Jedi (Star Wars: The Last Jedi)
  - Hans Zimmer – Dunkirk
- 2019
  - Ludwig Göransson – Black Panther
  - Terence Blanchard – BlacKkKlansman
  - Alexandre Desplat – L'isola dei cani (Isle of Dogs)
  - Marc Shaiman – Il ritorno di Mary Poppins (Mary Poppins Returns)
  - Nicholas Britell – Se la strada potesse parlare (If Beale Street Could Talk)

### 2020
- 2020
  - Hildur Guðnadóttir - Joker
  - Alexandre Desplat - Piccole donne (Little Women)
  - Randy Newman - Storia di un matrimonio (Marriage Story)
  - Thomas Newman - 1917
  - John Williams - Star Wars - L'ascesa di Skywalker (Star Wars: The Rise of Skywalker)
- 2021
  - Trent Reznor, Atticus Ross e Jon Batiste - Soul
  - Terence Blanchard - Da 5 Bloods - Come fratelli (Da 5 Bloods)
  - Emile Mosseri - Minari
  - James Newton Howard - Notizie dal mondo (News of the World)
  - Trent Reznor e Atticus Ross - Mank
- 2022
  - Hans Zimmer - Dune (Dune: Part One)
  - Nicholas Britell - Don't Look Up
  - Germaine Franco - Encanto
  - Alberto Iglesias - Madres paralelas
  - Jonny Greenwood - Il potere del cane (The Power of the Dog)
- 2023
  - Volker Bertelmann - Niente di nuovo sul fronte occidentale (Im Westen nichts Neues)
  - Justin Hurwitz - Babylon
  - Carter Burwell - Gli spiriti dell'isola (The Banshees of Inisherin)
  - Son Lux - Everything Everywhere All at Once
  - John Williams - The Fabelmans
- 2024
  - Ludwig Göransson - Oppenheimer
  - Lura Karpman - American Fiction
  - John Williams - Indiana Jones e il quadrante del destino (Indiana Jones and the Dial of Destiny)
  - Robbie Robertson - Killers of the Flower Moon
  - Jerskin Fendrix - Povere creature! (Poor Things)
- 2025
  - Daniel Blumberg – The Brutalist
  - Volker Bertelmann – Conclave
  - Kris Bowers – Il robot selvaggio (The Wild Robot)
  - Camille e Clément Ducol – Emilia Pérez
  - John Powell e Stephen Schwartz – Wicked (Wicked: Part I)